# 圖書館員

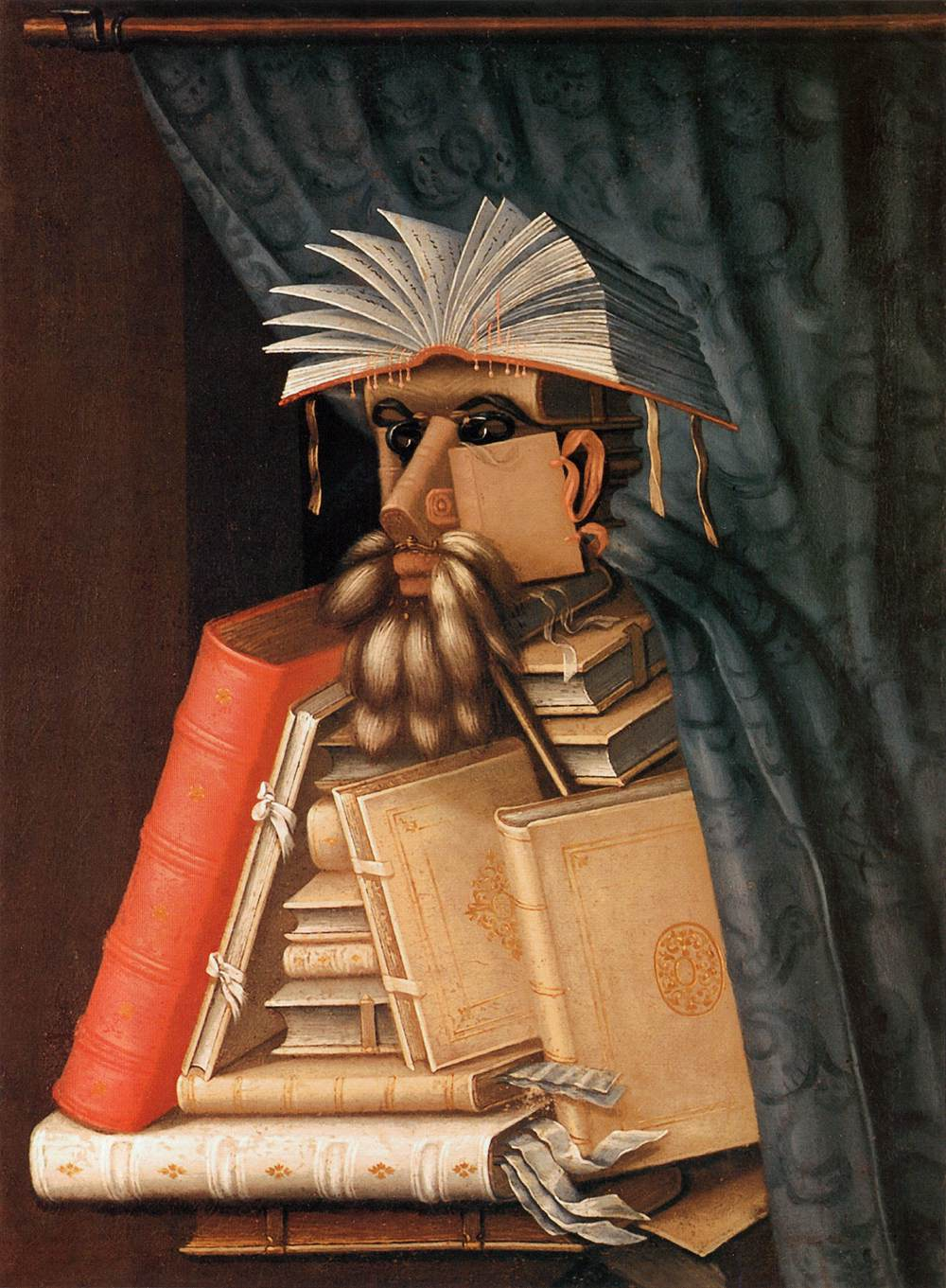
《图书馆员》（The Librarian），一幅1556年的油画，作者为意大利画家朱塞佩·阿爾欽博托（Giuseppe Arcimboldo）。

圖書館員是負責圖書館運營的專業人員，其工作包括對館藏資源的採購、加工、描述、流通（借還）、分析報導、點算書籍、盤點書本、檢查書籍、把書本排列好次序、上書、幫忙讀者尋找書本和整理移動書架（俗稱書車），以及讀者服務等一整套流程。

## 歷史
在中國古代稱為司書，負責掌管、保管戶籍、收支、文書檔案等各式文件的行政官員。

## 現狀
傳統上圖書館業務分爲兩類，一類為技術業務，主要包含採訪、分類編目和系統支持；另一類為讀者服務，包含流通服務、參考諮詢、定題服務（定題研究輔導）和資訊素養教育等。不同職能的館員需要掌握的知識和技能也各不相同。因此，圖書館館員根據其職能又可以分爲採訪館員、編目館員、系統館員、參考館員等。
隨著圖書館資源載體和形式的數字化，圖書館館藏不再僅限於圖書、報紙、期刊、縮微膠片這些傳統的實體知識載體，還包含了電子資料庫等各種類型的虛擬知識資源。館員不僅需要熟知各種形態的知識資源，還需要掌握多種資訊技術，能夠針對讀者需求建設和開發館藏資源，對知識資源進行加工、描述和分析，判斷和評估知識資源的品質，並向讀者進行報導或推薦，從而提供深入有效的知識服務。
學校圖書館館員還承擔了對讀者的教育職能，指導讀者查找和使用學術文獻資源，輔導讀者進行學習或研究。因此大學圖書館館員通常被授予教師職級或相應待遇。但在一般人的理解中，圖書館館員常常被人誤解為圖書館管理員（圖書管理員），或誤認爲其工作内容只是借還書。

## 養成
理想情況下，圖書館館員不僅應當擁有圖書館學（中國大陆也稱為信息管理學，台灣也稱爲圖書資訊學）或相關專業的學士及以上學位，往往還需要同時掌握至少一門以上的其它學科知識。因此，圖書館館員，尤其是參考館員，往往被要求是擁有至少一個或兩個以上的碩士學位或博士學位的雜家。

## 職級（職稱）
中國大陆的高校圖書館館員職級通常劃分為四級，助理館員（初級館員）、館員、副研究館員、正研究館員，依次等同於中國大陆的助理講師（助教）、講師、副教授、教授。一般圖書管理員僅作爲圖書館非專業人員，不列入高校圖書館專業職級。非學術圖書館館員亦有分爲五級者，即將圖書管理員作爲最低職級。
美國、加拿大等國家的高校圖書館館員往往作爲教學人員（Faculty）直接授予教授職級，由低至高依次為講師、助理教授、副教授和教授。非學術圖書館通常採用類似于中國大陆的圖書館館員職級劃分。
目前中国大陆高校图书馆担任教学任务的馆员有时也采用美国、加拿大等国家的高校圖書館館員的講師、助理教授、副教授和教授的职级划分。

## 另見
- 圖書館
- 圖書館學
- 圖書資訊學教育
- 策展人